# Christie Golden
Christie Golden (Atlanta, 21 novembre 1963) è una scrittrice statunitense. Scrive principalmente fantasy, horror e fantascienza.

## Biografia
Nata ad Atlanta, in Georgia, Christie Golden ha passato la maggior parte della sua vita ad Arlington, in Virginia. Ha frequentato la Washington-Lee High School ed in seguito l'Università della Virginia dove ha conseguito un major in lingua inglese. Si è trasferita a Loveland, in Colorado nel 1995, ed è sposata con Michael Georges, un artista.
Il suo primo romanzo fu Vampire of the Mists, della serie TSR Ravenloft per l'ambientazione Ravenloft). Pubblicato nel 1991 ebbe un ottimo successo. Al romanzo seguirono Dance of the Dead e The Enemy Within. La serie venne ripresa nel settembre del 2006 con The Ravenloft Covenant: Vampire of the Mists.
Golden ha scritto anche un gran numero di romanzi per la nota serie televisiva Star Trek; quelli per la serie Star Trek: Voyager, fra cui la trilogia Dark Matters, la bilogia Homecoming e la bilogia Spirit Walk furono tra i bestseller nell'anno 2003; va notato che la produzione dei romanzi di Star Trek continuò anche dopo che la trasmissione venne sospesa (nel 2001).
Per la Blizzard Entertainment ha scritto diversi romanzi, sia per la saga di Warcraft (fra cui Lord of the Clans, uno dei primi romanzi di Warcraft, del 2001) che per quella di StarCraft, con la serie StarCraft: the Dark Templar Saga.
Con lo pseudonimo di Jadrien Bell scrisse un thriller fantasy intitolato A.D. 999, che vinse il "Colorado Author's League Top Hand Award" per il miglior romanzo di quel genere nel 1999. Fra le sue altre opere vi sono Invasion America, versione romanzata dell'omonima serie televisiva creata da Steven Spielberg, ed un suo prequel, Invasion America: On The Run, entrambi accolti favorevolmente dal produttore Harve Bennett, che la invitò anche a collaborare alla stesura di un'eventuale seconda serie di Invasion America.

## Opere
Christie Golden ha scritto oltre 30 romanzi, nonché diversi racconti:

### Serie diStar Trek
- Star Trek Voyager: The Murdered Sun (Pocket Books, febbraio 1996)
- Star Trek Voyager: Marooned (Pocket Books, dicembre 1997)
- Star Trek Voyager: Seven of Nine (Pocket Books, settembre 1998)
- Star Trek The Next Generation: The First Virtue (con Michael Jan Friedman, Pocket Books agosto 1999)
- Star Trek Voyager: The Dark Matters Trilogy 1: Cloak And Dagger (Pocket Books, 2000)
- Star Trek Voyager: The Dark Matters Trilogy 2: Ghost Dance (Pocket Books, 2000)
- Star Trek Voyager: The Dark Matters Trilogy 3: Shadow of Heaven (Pocket Books, 2000)
- Star Trek Voyager: Endgame (con Diane Carey Pocket Books 2001)
- Star Trek Voyager: No Man's Land (Pocket Books, 2001)
- Star Trek: The Last Roundup (Pocket Books, luglio 2002)
- Star Trek Voyager: Homecoming (Pocket Books, giugno 2003)
- Star Trek Voyager: The Farther Shore (Pocket Books, luglio 2003)
- Star Trek Voyager: Spirit Walk 1: Old Wounds (Pocket Books, novembre 2003)
- Star Trek Voyager: Spirit Walk 2: Enemy of my Enemy (Pocket Books, dicembre 2003)

### Serie diWarcraft
- Lord of the Clans (Pocket Books, ottobre 2001)
- L'ascesa dell'Orda, Panini Comics, 2010 (Rise of the Horde, Pocket Books, dicembre 2007)
- Oltre il Portale Oscuro, con Aaron Rosenberg, Panini Comics, 2011 (Beyond the Dark Portal, Pocket Books, luglio 2008)
- Arthas - L'ascesa del Re dei Lich, Panini Comics, 2010 (Arthas: Rise of the Lich King, Pocket Books, aprile 2009)
- La distruzione - Preludio al Cataclisma, Panini Comics, 2010 (The Shattering: Prelude to Cataclysm, ottobre 2010)
- Thrall - Il crepuscolo degli Aspetti, Panini Comics, luglio 2011 (Thrall: Twilight of the Aspects, luglio 2011)
- Jaina Marefiero - Venti di guerra, Panini Comics, 2012 (Jaina Proudmoore: Tides of War, agosto 2012)
- Crimini di guerra, Panini Comics, 2014 (War Crimes, maggio 2014)
- Prima della tempesta (Before the Storm, giugno 2018)
- Warcraft (giugno 2016)
- Durotan (maggio 2016)

### Serie diStarCraft
- StarCraft: The Dark Templar Series 1: Firstborn (Pocket Books, maggio 2007)
- StarCraft: The Dark Templar Series 2: Shadow Hunters (Pocket Boots, novembre 2007)
- StarCraft: The Dark Templar Series 3: Twilight (Pocket Books, giugno 2009)

### Serie diRavenloft
- Le nebbie di Ravenloft, 2: Il vampiro delle brume, Armenia, 2008 (Vampire of the Mists, settembre 1991)
- Le nebbie di Ravenloft, 4: Danza fatale, Armenia, 2008 (Dance of the Dead, luglio 1992)
- The Enemy Within (marzo 1994)
- The Ravenloft Covenant: Vampire of the Mists (Wizards of the Coast, settembre 2006)

### Altri romanzi
- Instrument of Fate (Ace Books, aprile 1996)
- King's Man & Thief (Ace Books, maggio 1997)
- Invasion America (Roc, febbraio 1998)
- Invasion America: On The Run' (Roc, novembre 1998)
- A.D. 999 (come Jadrien Bell, Ace Books, dicembre 1999)
- Gateways: What Lay Beyond (Pocket Books, 2001)
- The Final Dance 1: On Fire's Wings (LUNA books, luglio 2003) pubblicato in Italia da Harlequin nella collana Fantaluna col titolo "La danza del fuoco"

" The Final Dance 2: In Stone's Clasps" (LUNA Books, 2005) pubblicato in Italia da Harlequin nella collana Fantaluna col titolo "La danza della terra"
- Star Wars: Fate of the Jedi 2: Omen (Del Rey Books, giugno 2009)
- The Final Dance 3: Under Sea's Shadow (E-book - LUNA Books, ottobre 2007) cioè "La danza dell'acqua" tradotto anche in Italia ma mai pubblicato
- "Assassin's Creed: Heresy" (15 Novembre 2016)
- "Assassin's Creed: Il Romanzo Ufficiale del Film (21 Dicembre 2016)

### Storie brevi e saggi
- One Last Drink (Realms of Valor, TSR, febbraio 1993)
- Blood Sport (Realms of Infamy, TSR, dicembre 1994)
- Witch Hunt e The Angel (100 Wicked Little Witch Stories, Barnes & Noble, luglio 1995)
- One Good Bite (100 Vicious Little Vampire Stories, Barnes & Noble, agosto 1995)
- Breathtaking Music (Blood Muse, Donald I. Fine, dicembre 1995)
- The Quiet Place (Realms of Magic, TSR, dicembre 1995)
- Summer Storms (Lammas Night, Baen Books, febbraio 1996)
- Stag Party (OtherWere, Ace Books, settembre 1996)
- The Play's the Thing (Miskatonic, DAW Books, Inc., novembre 1996)
- Though Hell Should Bar the Way (con Ann C. Crispin, Highwaymen: Robbers and Rogues, DAW Books, Inc., giugno 1997)
- The Remaking of Millie McCoy (Urban Nightmares, Baen Books, novembre 1997)
- The Ultimate Weapon (Tales from Tethedril, Del Rey, settembre 1998)
- A Night at Sandrine's (Amazing Stories, dicembre 1998)
- A Light in the Sky (Whitley Strieber's Aliens: An HWA Anthology, Pocket Books, dicembre 1998)
- The White Doe (Tales of the Slayer, Simon & Schuster, 1999)
- Hard Crash (Star Trek S.C.E.: Have Tech, Will Travel, Pocket Books, 2001)
- The Sun Child," Angel: The Longest Night (Simon & Schuster, 2002)
- Where's the Religion in Willow's Wicca? (BenBella Books, 2003)